# 위츠탕
위츠탕(중국어 간체자: 鱼翅汤, 정체자: 魚翅湯, 병음: yúchìtāng) 상어 지느러미를 끓여 만든 중국 요리이다. 중국어로 "위츠(鱼翅; 魚翅)"는 "상어 지느러미"를, "탕(汤; 湯)"은 "국"을 뜻한다. 중국, 홍콩, 타이완 등 중화권에서 부와 건강의 상징이며, 결혼식 피로연 등 연회에서 내는 고급 요리로 여겨진다.

## 만들기
말린 상어 지느러미를 걸쭉하게 끓여 만든다.

## 종류
- 불도장

## 같이 보기
- 연와탕